# 양덕성당 (마산)
천주교 마산교구 주교좌 양덕동성당통칭 양덕성당(陽德聖堂)은 1975년 12월 8일 설정되었으며, 성당 건물은 1978년 11월 25일 준공 되었다. 경상남도 창원시 마산회원구 양덕동에 있다.

## 본당 건물 신설
성당은 초대주임으로 부임한 박기홍(조제프 플라츠, 현 몬시뇰) 신부는 가톨릭여성회관의 일부를 빌려 성당으로 사용하면서 성전건립 준비에 들어갔으며, 자매교구인 오스트리아 그라츠교구 소속으로  마산교구에 파견돼 나와 있던 박 신부는 무엇보다도 아름다운 성전을 짓겠다는 일념에서  건축가 김수근과 인연을 맺었다. 그라츠교구와 교구청, 독일교회기관, 오스트리아 부인회 등의 도움 속에  신자들이 성전건립 비용을 마련하여 착공 1년 만에 현재의 성당을 완공했다. 1978년 11월 25일 장병화 주교 주례로 새 성전 봉헌식을 가졌다. 이렇게 아름다운 성전이 건립되자 이듬해인 1979년 4월 주교좌성당이 되었다. 성당 수호성인은 예수성심이며,  그리스도 예수님께 봉헌된 성당이다

## 사진

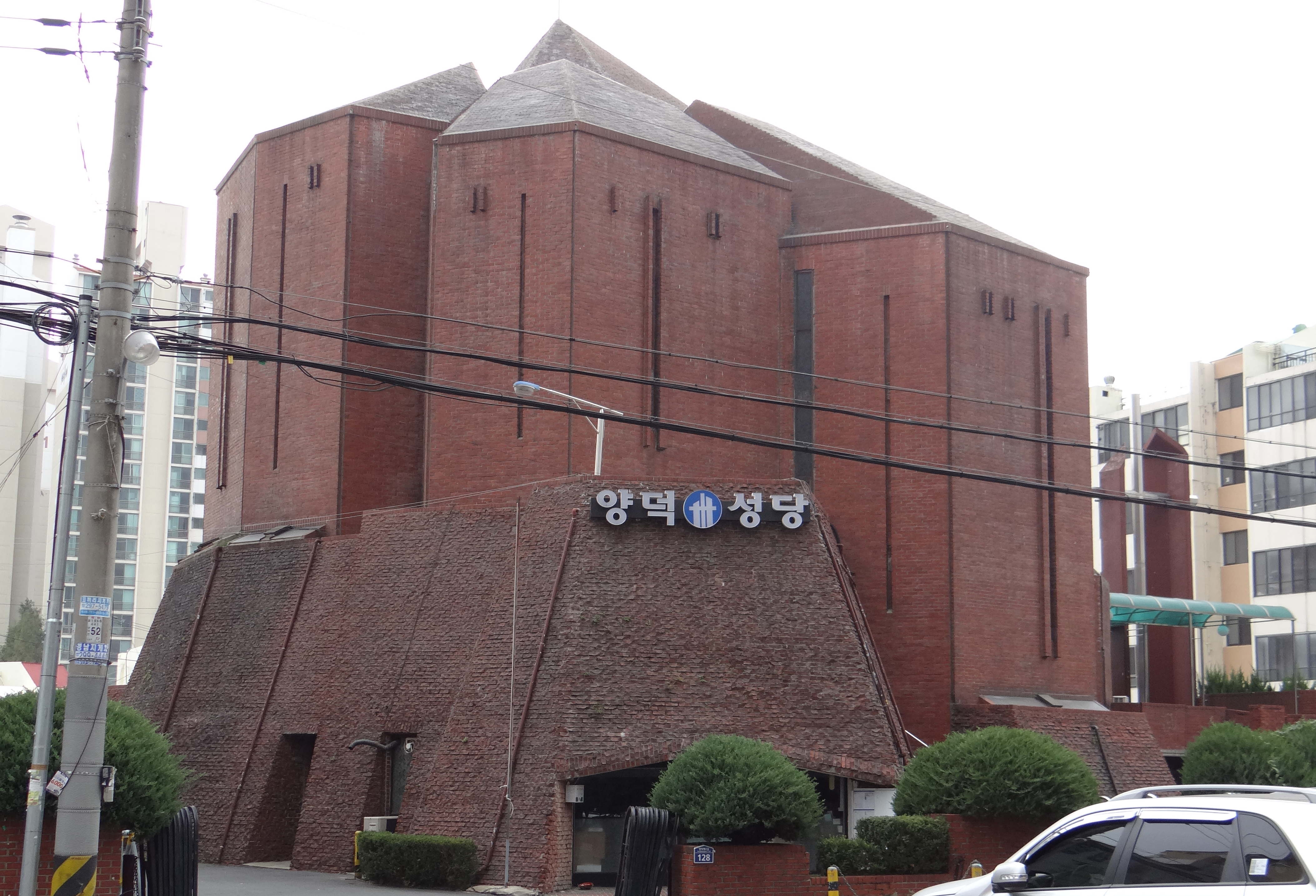
성당전면
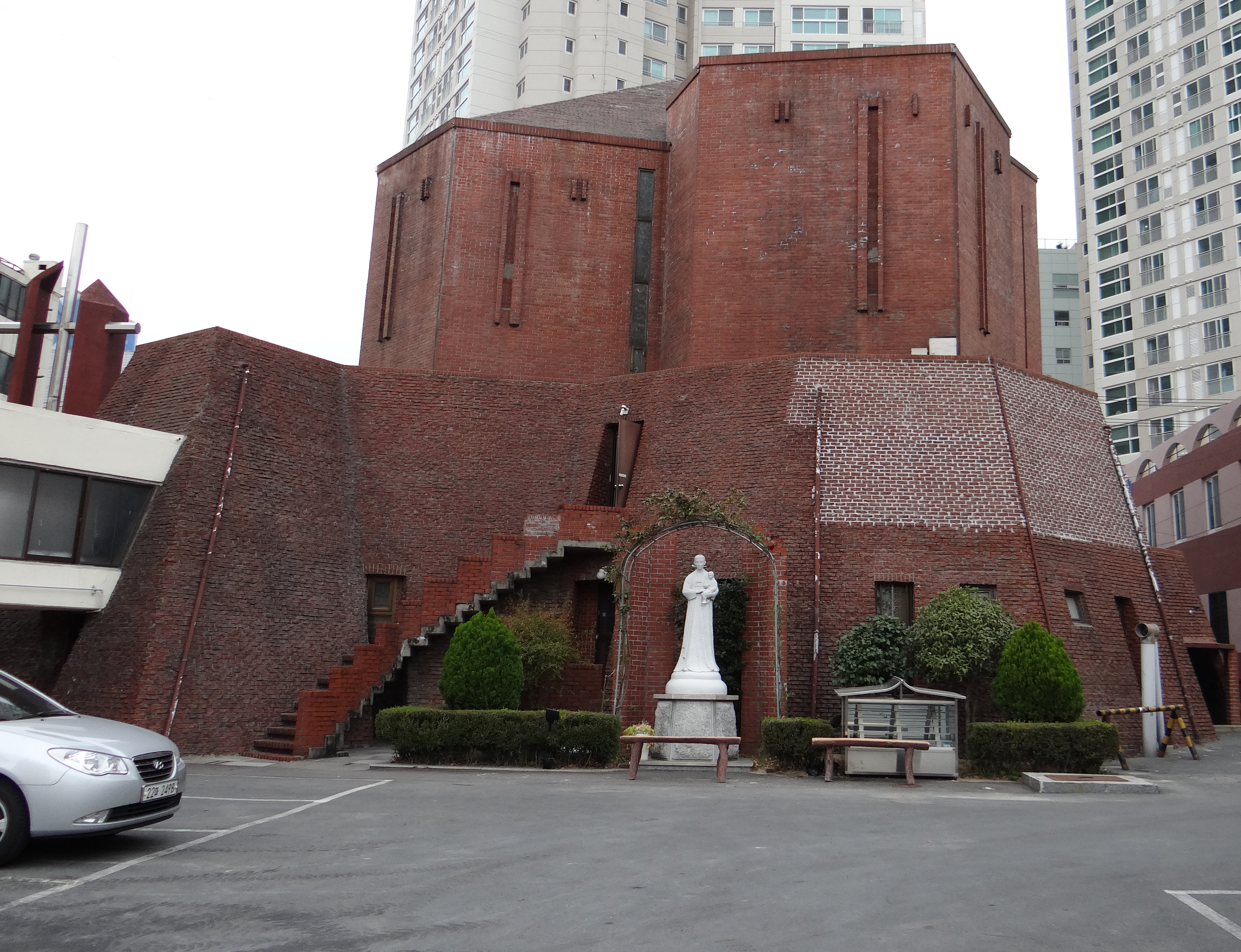
성당후면
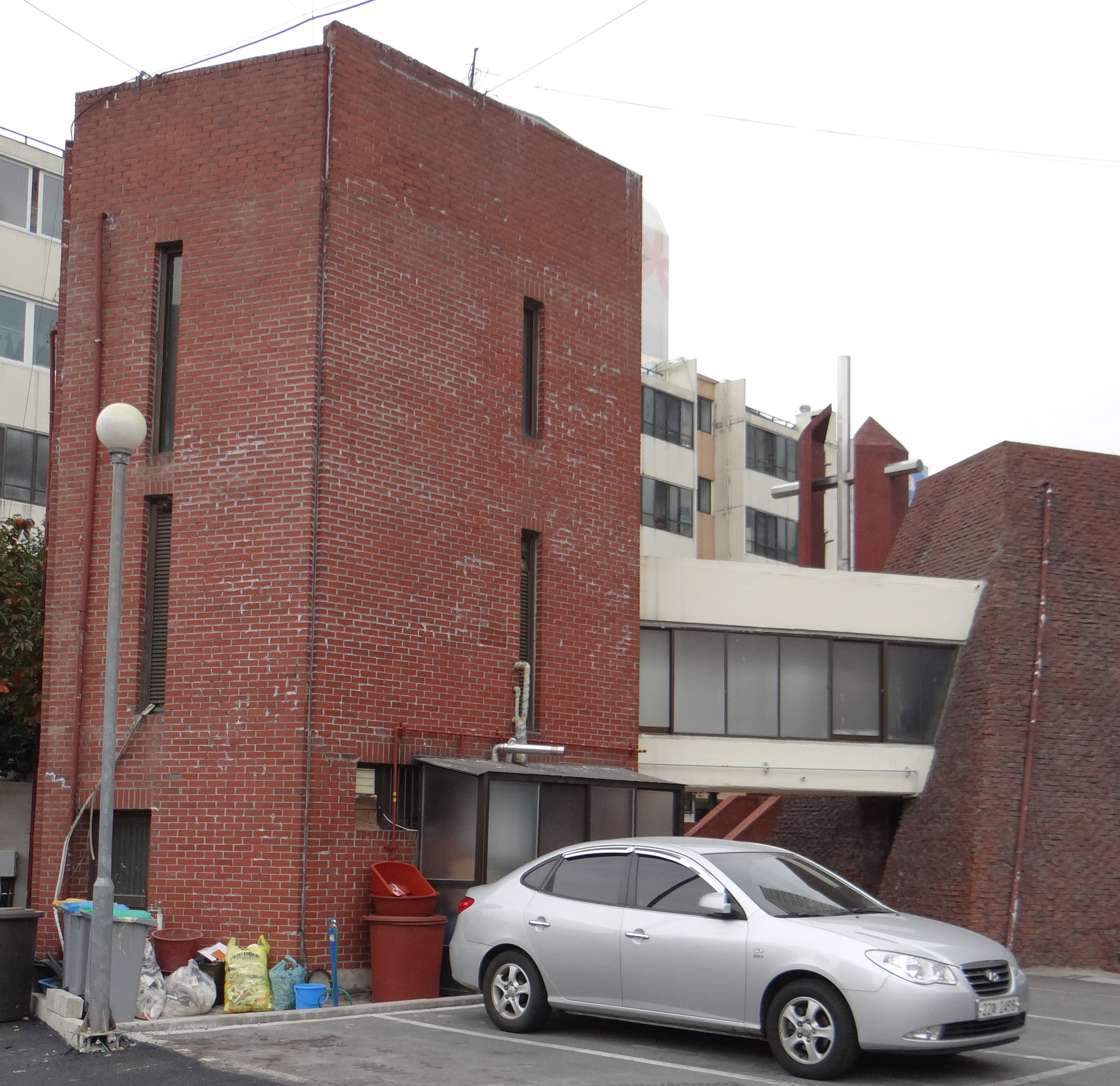
성당사제관
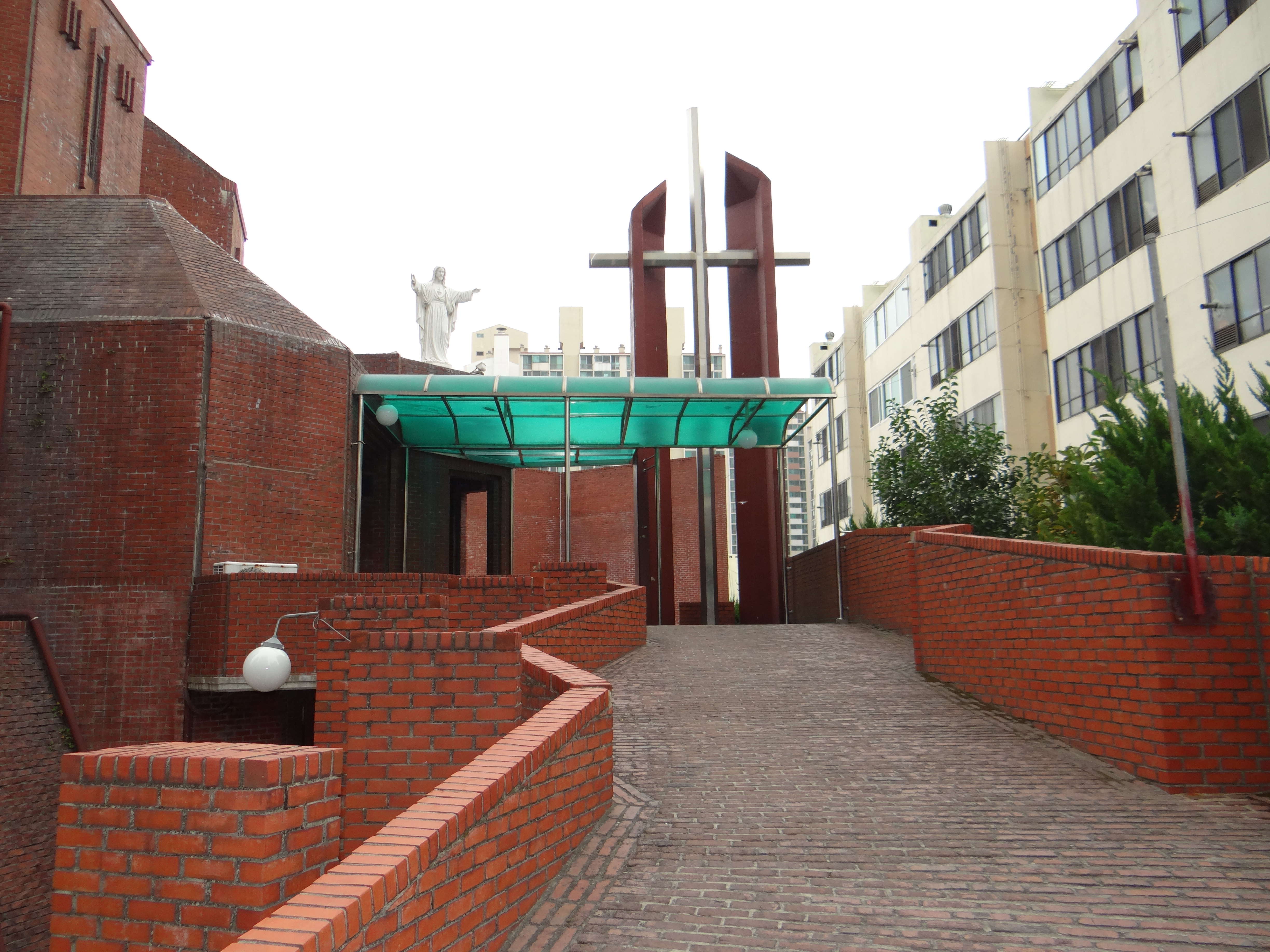
성당입구
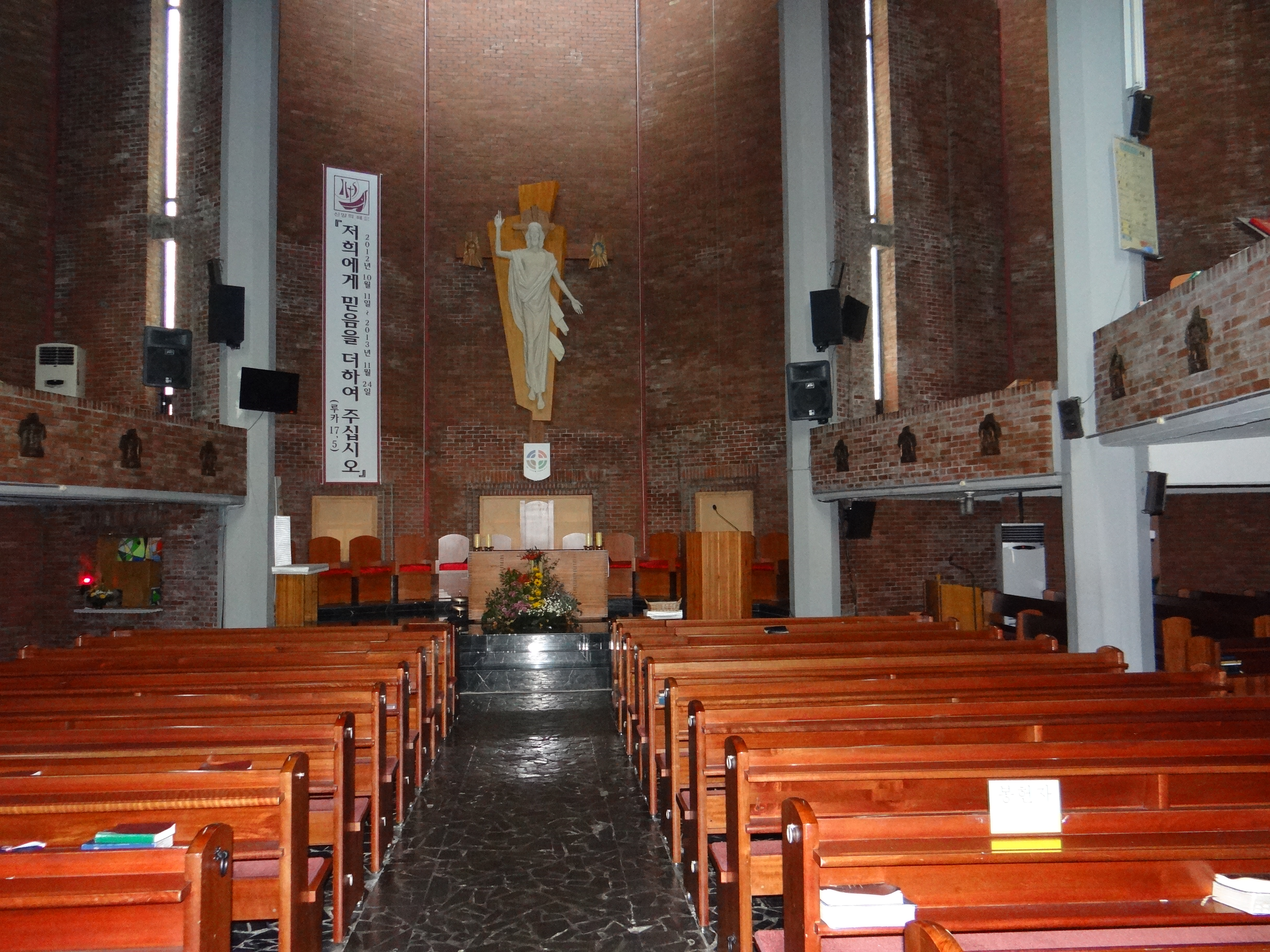
성당제대 와 신자석
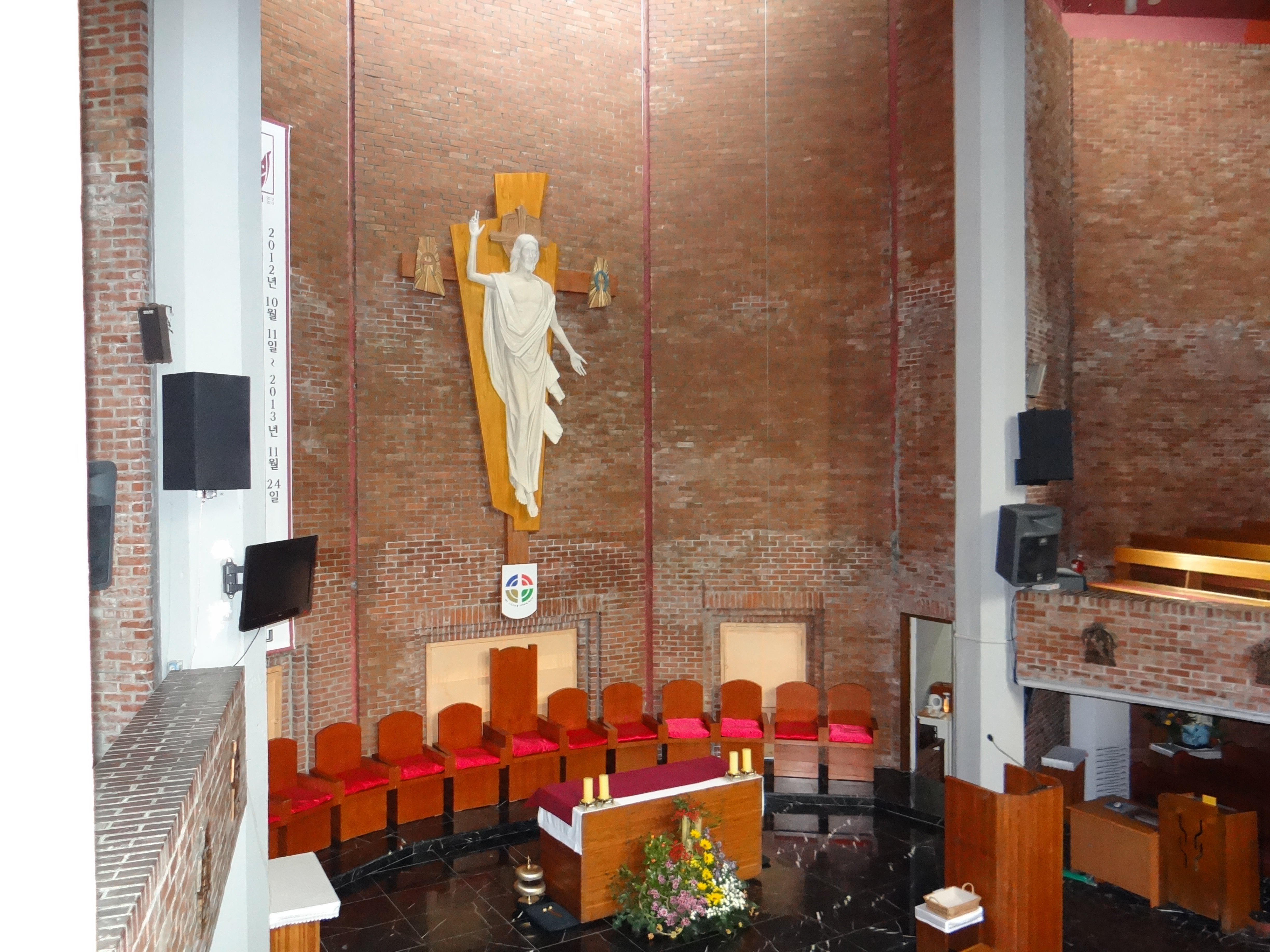
2층서 본 제대
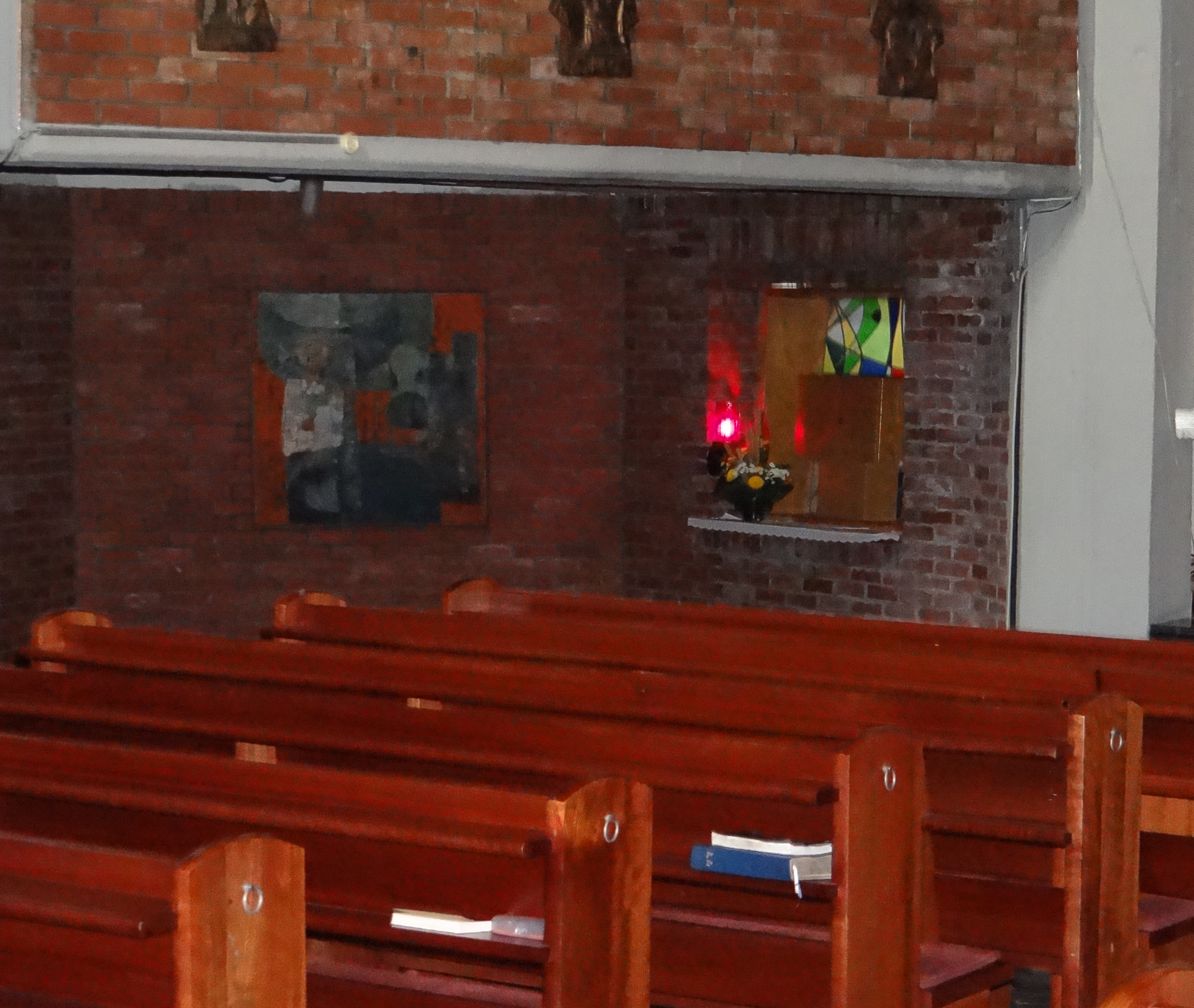
성체 감실

## 미사 시간
- 월 06:00
- 화 19:30
- 수 10:00, 19:30
- 목 06:00, 19:30
- 금 06:00, 10:00
- 토 06:00 / 유,초등부 토 16:00 / 중고등부,특전 토 19:30
- 주일 06:00, 10:30, 19:30

## 역대 본당 주임신부
- 1대 : 박기홍(요셉플릿츠)신부  1975년 12월 25일~1979년 5월 31일(뒤에 몬시뇰임명됨)
- 2대 : 김두호(알로이시오)신부  1979년 5월31일~1984년 1월 11일(뒤에 몬시뇰임명됨)
- 3대 : 정삼규(요한)신부       1984년 1월 11일 ~ 1987년 10월 7일(뒤에 몬시뇰임명됨)
- 4대 : 박해준(치릴로)신부     1987년 10월 7일~ 1989년 11월 3일
- 5대 : 이형수(블라시오)신부   1989년 11월 3일 ~ 1992년 8월 27일(뒤에 몬시뇰임명됨)
- 6대 : 정영구(마르꼬)신부     1992년 8월 27일 ~ 1997년 8월 29일
- 7대 : 강영구(루치오)신부     1997년 8월 29일 ~ 2000년 1월 27일
- 8대 : 최영철(알폰소)신부     2000년 1월 27일 ~ 2005년 1월 28일
- 9대 : 구병진(베드로)신부     2005년 1월 28일 ~ 2010년 1월 8일
- 10대: 허성학(아브라함)신부   2010년 1월 8일 ~  2014년 1월 3일
- 11대: 유영봉(야고버)몬시뇰   2014년 1월 3일 ~ 2017년 1월 3일
- 12대: 김용민(레오나르도)신부  2017년 1월 3일 ~ 2021년 1월 22일
- 13대: 김순곤(비오)신부        2021년 1월 22일 ~ 2023년 1월 13일
- 14대: 정진국(바오로)신부        2023년 1월 13일 ~

양덕동성당은 이후 주교좌성당으로서 뿐 아니라 공장지대가 많았던 관할지역의 특성상 가톨릭노동청년회 활동의 중심지 역할을 하였다.
80년대 당시 주일미사 참례자가 1000여명을 훨씬 웃돌 정도로 활기찬 본당이었다. 하지만 창원시가 새롭게 개발되면서 신자들이 빠져나가고 석전본당과 구암본당을 분리한 후에는 교세가 많이 줄어들어 현재는 미사 참례자 수가 700여명에 이르고 있다.